# Jean-François Haas
Pour les articles homonymes, voir Haas.
Œuvres principales
- Dans la gueule de la baleine guerre (2007)
- J'ai avancé comme la nuit vient (2010)
- Le chemin sauvage (2012)
- Panthère noire dans un jardin (2014)
- L’homme qui voulut acheter une ville (2016)

Jean-François Haas est né en 1952 à Fribourg, en Suisse. Après une carrière comme enseignant, il se consacre à l’écriture.

## Biographie
Jean-François Haas est né le 7 juillet 1952 à Fribourg, en Suisse, dans une famille de huit enfants. Son père est tailleur et sa mère fait en sorte que tous les enfants aient accès à une formation. 
Jean-François Haas grandit à Courtaman, dans le canton de Fribourg, où il vit toujours. Il étudie en internat durant sept ans au collège de Saint-Maurice en Valais, deux de ses enseignants l’encouragent à écrire. Il obtient une licence en littérature française, philologie romane et histoire à l’université de Fribourg. Il y suit par ailleurs les cours de Jean Roudaut. 
Il enseigne ensuite, au collège de Gambach à Fribourg, le français, l’histoire et les sciences religieuses, durant 38 ans. 
Il écrit depuis son adolescence, mais c'est seulement à l’âge de 55 ans, en 2006, qu’il envoie un manuscrit à un éditeur : « C'est la première fois que je me suis dit : ce livre-là peut vivre sa vie ; j’ai eu un coup de folie, je l'ai envoyé au Seuil ». Par la suite il reste fidèle et n’enverra même jamais de manuscrit à un autre éditeur ! Ces thèmes de prédilection sont : « les conditions d'existence des travailleurs immigrés, le racisme ordinaire, la précarité de vies qui soudainement basculent, la réflexion sur le bien et le mal », il dit avoir beaucoup de respect pour les segundos.
En 2012, il reçoit le prix culturel de l’État de Fribourg.

## Publications
- Dans la gueule de la baleine guerre. Roman, Éditions du Seuil, 2007
- J'ai avancé comme la nuit vient. Roman, Éditions du Seuil, 2010
- Le chemin sauvage. Roman, Éditions du Seuil, 2012
- Panthère noire dans un jardin. Roman, Éditions du Seuil, 2014, 286 p.  (ISBN 978-2-02117-525-7)
- L’homme qui voulut acheter une ville, Éditions du Seuil, 2016
- Le testament d’Adam, Éditions du Seuil, 2017 (nouvelles)
- Tu écriras mon nom sur les eaux, Éditions du Seuil, 2019, 476 pages,  (ISBN 978-2-021-39-003-2)[6],[7]

## Prix
| Année | Distinction                                                                              | Pour                                |
| ----- | ---------------------------------------------------------------------------------------- | ----------------------------------- |
| 2007  | Bourse Thyde Monnier de la Société des gens de lettres (SGDL)                            | Dans la gueule de la baleine guerre |
| 2008  | Prix Schiller                                                                            | Dans la gueule de la baleine guerre |
| 2008  | Prix Michel-Dentan (co-lauréat avec Ghislaine Dunant pour L'effondrement)                | Dans la gueule de la baleine guerre |
| 2012  | Prix culturel de l'État de Fribourg                                                      |                                     |
| 2013  | Prix Lettres frontière (co-lauréat avec Franck Pavloff pour L'Homme à la carrure d'ours) | Le chemin sauvage                   |
| 2013  | Prix Bibliomedia                                                                         | Le chemin sauvage                   |